# István Gergely
István Gergely (Dunajská Streda, 20 de agosto de 1976) é um jogador de polo aquático eslovaco naturalizado húngaro, biicampeão olímpico.

## Carreira
István Gergely fez parte do elenco campeão olímpico de 2004 e 2008.. Até as Olimpíadas de 2000, disputava pela Eslováquia.